# Michael Eladio López-Alegría
Miguel Eladio López-Alegría (* 30. Mai 1958 in Madrid, Spanien), im englischsprachigen Raum als Michael López-Alegria bekannt, ist ein US-amerikanischer Astronaut. Seit 2007 hält er den US-Rekord für die größte EVA-Gesamtdauer (67h 40min). Zudem hielt er den US-Rekord für den längsten Raumflug (215d 8h), bis dieser 2015 von Scott Kelly übertroffen wurde. Michael López-Alegría ist zum zweiten Mal verheiratet und hat ein Kind.

## Kindheit
López-Alegría kam als Sohn eines spanischen Offiziers und einer US-Amerikanerin mit italienischen Wurzeln zur Welt. Er wuchs zunächst bei seinem spanischen Vater in Madrid auf. Später siedelten beide zu López-Alegrías Mutter in das kalifornische Mission Viejo über.

## Bei der Navy
Nach der High School trat López-Alegría 1976 in die US-Navy ein und studierte an der US-Marineakademie in Annapolis (Maryland). Diese verlieh ihm 1980 einen Bachelor in Systemtechnik.
Nachdem López-Alegría seine Fluglizenz als Marinepilot im September 1981 erhalten hatte, bildete er seinerseits für anderthalb Jahre Flugschüler aus. Dann wurde er einem elektronischen Aufklärungsgeschwader in Spanien zugeteilt. Von Rota aus (einem der Notlandeplätze des Shuttles) unternahm er über dem Mittelmeer, dem Atlantik und der Ostsee Erkundungsflüge mit Maschinen des Typs EP-3E „Orion“.
Anschließend nahm López-Alegría an einem Ausbildungsprogramm für Testpiloten teil, an dem sich die Naval Postgraduate School (NPS) im kalifornischen Monterey und die United States Naval Test Pilot School (USNTPS) in Maryland beteiligten. Ab 1986 studierte er zunächst nur an der NPS. Später nahm er gleichzeitig an einem Testpilotenseminar an der USNTPS teil, die sich in Maryland auf der Naval Air Station Patuxent River befindet. An der Westküste der USA machte er schließlich nach vier Semestern seinen Master in Luftfahrttechnik. Danach ging er an das Flugerprobungszentrum der US-Marine nach Patuxent River, wo er bis zu seinem Wechsel zur NASA als Testpilot arbeitete.

## Astronautentätigkeit
Angeregt durch die Lektüre, die seine bei der NASA arbeitende Mutter nach Hause brachte, wollte López-Alegría noch vor seiner Einschulung Astronaut werden. Wie bei den meisten Kindern hielt dieser Berufswunsch nicht lange an und änderte sich kontinuierlich. Er erinnerte sich wieder an seinen Jugendtraum, als er viele Jahre später in einer Navy-Zeitschrift über Piloten las, die Astronauten wurden. Daraufhin bewarb er sich bei der NASA. Für die 13. Gruppe schaffte er es in die Endrunde, als er im September 1989 ins Johnson Space Center nach Houston (Texas) zu den Tests eingeladen wurde.
López-Alegría wurde mit der 14. Gruppe in das Astronautenkorps der NASA aufgenommen. Die Grundlehrgänge begannen im Herbst 1992 und waren ein Jahr darauf beendet. Danach berief ihn das Astronautenbüro zum Ansprechpartner für technische Belange des Raumtransporters, bevor er am Kennedy Space Center in den Unterstützungsmannschaften arbeitete.
Seit Ende 1994 trainierte López-Alegría, der von seinen Astronautenkollegen „Mike L.A.“ genannt wird, für seinen ersten Raumflug, der ein Jahr später mit STS-73 stattfand. Die Columbia führte eine Forschungsmission mit wissenschaftlichen Experimenten unter Schwerelosigkeit durch. Zwei Wochen lang assistierte López-Alegría den beiden Nutzlastspezialisten an Bord. Zur optimalen Auslastung der Apparaturen waren die sieben Mitglieder der Besatzung in zwei Gruppen eingeteilt: López-Alegría leitete das Blaue Team.
Im Oktober 1996 wurde López-Alegría nach Moskau geschickt, um am Juri-Gagarin-Kosmonautentrainingszentrum als Director of Operations zu arbeiten. Damit diente er als Bindeglied zwischen NASA und Russland. Er kehrte im Sommer 1997 in die USA zurück.
Zusammen mit drei Kollegen war López-Alegría im Juni 1997 für STS-92 aufgestellt worden, um vier Außenbordeinsätze (EVAs) durchzuführen. Die Mission sollte im Januar 1999 stattfinden und dem Aufbau der Internationalen Raumstation (ISS) dienen. Es kam allerdings zu Verzögerungen im ISS-Programm und so konnte STS-92 erst im Oktober 2000 durchgeführt werden. Die Fracht der 100. Space-Shuttle-Mission bildeten die Gitterstruktur Z1 sowie der dritte Kopplungsadapter PMA (Pressurized Mating Adapter 3). Zwei EVAs unternahm López-Alegría mit seinem Kollegen Wisoff: Beim ersten Ausstieg montierten sie den PMA-3 und beim zweiten nahmen sie letzte Justierungen am Z1-Gitter vor und testeten dann das SAFER genannte Rettungssystem für Astronauten.
Bevor sich López-Alegría ab August 2001 für seinen nächsten Flug vorbereitete, leitete er die ISS-Abteilung des Astronautenbüros. STS-113 war die letzte Shuttle-Mission des Jahres 2002 und ebenfalls der letzte erfolgreiche Flug vor dem Absturz der Raumfähre Columbia zwei Monate später. Einerseits sorgte STS-113 für einen Mannschaftswechsel auf der Raumstation (die Expedition 6 löste die Expedition 5 ab) und lieferte das Gitterstruktur P1 zum weiteren Ausbau. Zusammen mit John Herrington montierte und aktivierte López-Alegría bei drei EVAs das P1-Segment.
Im Mai 2006 wurde López-Alegría zum Kommandanten der ISS-Expedition 14 bestimmt, die am 18. September 2006 mit Sojus TMA-9 zur ISS startete. Nach einem halben Jahr an Bord kehrte er am 21. April 2007 zur Erde zurück.

## Nach der NASA
López-Alegría verließ die NASA im März 2012 und wurde Präsident der Commercial Spaceflight Federation.
Im Februar 2017 wechselte López-Alegría als Director of Business Development zu Axiom Space. Am 8. April 2022 startete er als Kommandant von Axiom Mission 1 zur ISS. Die Landung wurde mehrfach wegen schlechtem Wetter verschoben und erfolgte am 25. April 2022. Vom 18. Januar bis zum 9. Februar 2024 führte er als Kommandant der Axiom Mission 3 seinen sechsten Raumflug durch.